# Ein Löwe in Las Vegas
Ein Löwe in Las Vegas ist eine amerikanische computeranimierte Familienserie von NBC. Die Erstausstrahlung in den Vereinigten Staaten erfolgte am 31. August 2004. 

## Inhalt
Hauptfigur der Serie ist der weiße Löwe Larry, Star der Show der beiden Magier Siegfried und Roy. Abseits des Showgeschäftes lebt Larry mit seiner Familie im Secret Garden der beiden Illusionisten. Zur Familie gehören nicht nur seine Frau Kate, sondern auch die Tochter Sierra, die immer wieder mit den Problemen einer heranwachsenden Jugendlichen zu kämpfen hat, und der Sohn Hunter. Darüber hinaus bewohnt auch Sarmoti, Schwiegervater von Larry, ehemaliger Showstar und Vorgänger von Larry, das gemeinsame Haus. Dieser lässt Larry immer wieder spüren, wie wenig er von ihm als Schwiegersohn und als Nachfolger in der Zaubershow hält. Bester Freund von Larry ist das Erdhörnchen Snack. Im Laufe der Serie muss sich die Familie immer wieder mit Problemen des Alltags auseinandersetzen.

## Hintergrund
Die Serie wurde von Jeffrey Katzenberg und seiner Firma DreamWorks Animation produziert. Die Produktionszeit betrug 9 Monate. Die Kosten pro Folge beliefen sich auf 1,6 Millionen US-Dollar.
Obwohl sie umfangreich beworben wurde, sanken im Verlauf der ersten Folgen die Einschaltquoten trotz namhafter Besetzung in der Synchronisation rapide. Eine zweite Staffel wurde daher nicht mehr produziert. Von 14 produzierten Folgen wurden nur 13 ausgestrahlt, die letzte Folge wurde gar nicht vollendet und befindet sich nur als Entwurf auf der DVD. 
In Deutschland wurde die Serie synchronisiert ab November 2007 bei ProSieben ausgestrahlt.

## Synchronisation
| Rolle                 | Originalsprecher | deutsche Sprecher  |
| --------------------- | ---------------- | ------------------ |
| Larry                 | John Goodman     | Klaus Sonnenschein |
| Kate                  | Cheryl Hines     | Heike Schroetter   |
| Sierra                | Danielle Harris  | Ranja Bonalana     |
| Hunter                | Daryl Sabara     |                    |
| Sarmoti               | Carl Reiner      | Claus Wilcke       |
| Snack                 | Orlando Jones    | Santiago Ziesmer   |
| Siegfried Fischbacher | Julian Holloway  | Stefan Gossler     |
| Roy Horn              | David Herman     | Lutz Mackensy      |

## Belege
1. ↑  Father of the Pride serienjunkies.de
2. ↑  Ein Löwe in Las Vegas. In: fernsehserien.de. Abgerufen am 10. Oktober 2013.